# Линд, Хезер
Хезер Линд (англ. Heather Lind; род. 22 марта 1983, Апленд) — американская актриса.

## Биография
Детство Хезер провела в Гилдерленде, штат Нью-Йорк. Её отец был художником и педагогом в музее, а мать — учителем в школе балета и детском саду. У Хезер есть сестра-близнец Кристина Беннетт Линд, которая также является актрисой. В 2001 году Хезер окончила среднюю школу Гилдерленда, в 2005 году — Фордемский университет, а в 2007 году — Нью-Йоркский университет.
В 2010 году дебютировала на Бродвее с ролью Джессики в постановке «Венецианский купец». За эту роль она была удостоена премии «Театральный мир».
В 2012 году получила премию Гильдии киноактёров США в категории «Лучший актёрский ансамбль в драматическом сериале» за роль в сериале «Подпольная империя». 
С 2014 по 2017 год снималась в сериале «Поворот: Шпионы Вашингтона».

## Фильмография
| Год       |     | Русское название           | Оригинальное название  | Роль             |
| --------- | --- | -------------------------- | ---------------------- | ---------------- |
| 1991      | с   | Мэтлок                     | Matlock                | Элизабет         |
| 2011      | с   | Голубая кровь              | Blue Bloods            | Мелисса Самуэльс |
| 2012      | ф   | Последний день августа     | The Last Day of August | Шэннон           |
| 2011—2012 | с   | Подпольная империя         | Boardwalk Empire       | Кэти             |
| 2013      | ф   | Единственный выстрел       | A Single Shot          | Минси            |
| 2013      | ф   | Уик-энд                    | The Weekend            | Виктория         |
| 2013      | кор | Гостевой дом               | Guest House            | девушка          |
| 2013      | кор | 37                         | 37                     | Китти Дженовес   |
| 2014      | с   | Сонная Лощина              | Sleepy Hollow          | Мэри Уэллс       |
| 2014—2017 | с   | Поворот: Шпионы Вашингтона | Turn                   | Анна Стронг      |
| 2015      | ф   | Госпожа Америка            | Mistress America       | Мэми-Клэр        |
| 2015      | ф   | Кража автомобилей          | Stealing Cars          | сестра Симмс     |
| 2015      | с   | Уокер                      | The Walker             | девушка          |
| 2015      | ф   | Разрушение                 | Demolition             | Джулия           |
| 2016      | ф   | Половина идеального мира   | Half the Perfect World | Лили             |
| 2017      | ф   |                            | Fireworkers            | Гибсон           |
| 2017      | кор | Руфус                      | Rufus                  | Джейн            |
| 2018      | с   | Хорошая борьба             | The Good Fight         | Карин Минтер     |
| 2019      | с   | Зло                        | Evil                   | Сара Маккристал  |
| 2020      | с   | Блудный сын                | Prodigal Son           | Алесса           |